# Месаліна
Месаліна (Mesalina) — рід ящірок з родини Справжні ящірки. Має 14 видів.

## Опис
Досягає загальної довжини 17 см. Колір шкіри темний з темними рядками або плямами. Черево має світліше забарвлення. Черевні щитки з 8—10 поздовжніх рядків тягнуться через середину черева. Носові щитки дещо роздуті. Є в наявності потиличний щиток. Ніжньоносовий щиток торкається верхньогубного щитка. Ніздря не торкається верхньогубних щитків. У середині нижньої повіки є 1-2 прозорих щитки.

## Спосіб життя
Полюбляють напівпустелі, скелясті, кам'янисті, глинясті місцини. Це досить швидкі та моторні тварини. Живляться хробаками та дрібними безхребетними.
Це яйцекладні ящірки. Відкладають до 5—6 яєць.

## Розповсюдження
Північна Африка, південно-західна Азія, Афганістан, північно-західна Індія, Пакистан, Туркменістан. Була акліматизована на о. Ямайка.

## Види
- Mesalina adramitana
- Mesalina ayunensis
- Mesalina bahaeldini
- Mesalina balfouri
- Mesalina brevirostris
- Mesalina ercolinii
- Mesalina guttulata
- Mesalina kuri
- Mesalina martini
- Mesalina olivieri
- Mesalina pasteuri
- Mesalina rubropunctata
- Mesalina simoni
- Mesalina watsonana